# Hay Lakes
Hay Lakes es un pueblo canadiense situado en la provincia de Alberta.

## Superficie
Hay Lakes tiene una superficie de 0,59 km².

## Demografía
En 2021, tenía 456 habitantes, una densidad poblacional de 771,6 hab./km², y 185 viviendas.